# آلان سانتوس
آلان سانتوس (انگلیسی: Alan Santos؛ زادهٔ ۲۴ آوریل ۱۹۹۱) بازیکن فوتبال اهل برزیل است.
از باشگاه‌هایی که در آن بازی کرده‌است می‌توان به باشگاه فوتبال کوریتیبا و باشگاه فوتبال سانتوس اشاره کرد.